# Afonso III van Kongo
Afonso III Mvemba a Nimi was Mwene Kongo van het Koninkrijk Kongo tijdens de Kongolese Burgeroorlog.

## Levensloop
Afonso III verschijnt voor het eerst in de schriftelijke bronnen als heerser over het markgraafschap Nkondo, een strategisch gelegen regio in het bergachtige binnenland van Kongo. Hij bestuurde dit gebied van eind 1669 tot midden 1673. Aansluitend riep hij zichzelf uit tot koning van het verdeeld koninkrijk, in een tijd waarin meerdere troonpretendenten vanuit verschillende machtsbases hun aanspraak op de titel Mwene Kongo deden gelden. Zijn koningschap was van korte duur en eindigde al in het midden van 1674.